# Ford F-350
O Ford F-350 é um caminhão produzido pela Ford Caminhões no Brasil entre 1959 a 2019 .

## Historia
O F-350 é um caminhão pertencente a linha de caminhões F criado nos Estados Unidos, chegou a Brasil em 1959, para complementar a linha de caminhões da Ford no Brasil, na categoria de 2,7 toneladas, que tinha um entre eixos de 3,30m, assim seguindo por muitos anos como único representante da Ford na categoria, passando por facelift e renovações, em 1999 a Ford promove a renovação dos caminhões da série F no Brasil, contando com novas cabines, o antigo caminhão F2000 passa agora a ser o novo F-350, com a capacidade de 2,1T, assim como a Ford F-4000, ganhou o motor  Cummins turbo diesel. em 2011 a Ford suspende a fabricação e só retorna em 2013 com a versão de 4,4T ate 2019 quando a Ford Caminhões deixa de fabricar seus caminhões.

## F-350 Cabine Dupla
O Ford F-350 Cabine Dupla é um caminhão da linha leve produzido pela Ford Caminhões no Brasil.
Possui motor a diesel Cummins B3.9 TurboDiesel com 120cv de potência e 45kgfm de torque. Pode ser adaptado para transporte de carga seca, uso eletricitário, transporte de gás, furgão de alumínio, com baú isotérmico, cesto aéreo, baú frigorífico e rebocador compacto.